# Unione Sportiva Savoia 1927-1928
Questa voce raccoglie le informazioni riguardanti il Savoia nelle competizioni ufficiali della stagione 1927-1928.

## Stagione
La stagione 1927-1928 fu la 9ª stagione sportiva del Savoia.
Prima Divisione 1927-1928: 7º posto

## Divise
| Manica sinistra · Maglietta · Manica destra · Pantaloncini · Calzettoni |

## Organigramma societario
Area direttiva
- Presidente:  Francesco De Nicola e  Pasquale Fabbrocino
- Vice presidente: Teodoro Voiello
- Direttore sportivo: Angelo Guidone

Area tecnica
- Allenatore: ???

## Rosa
| N. |                   | Ruolo | Calciatore      |
| -- | ----------------- | ----- | --------------- |
|    | Italia (bandiera) | P     | Ciro Visciano   |
|    | Italia (bandiera) | D     | Raffaele Giraud |
|    | Italia (bandiera) | C     | Oscar Cirillo   |
|    | Italia (bandiera) | C     | Mario Orsini    |
|    | Italia (bandiera) | A     | Giulio Bobbio   |
|    | Italia (bandiera) |       | Luigi Balocco   |
|    | Italia (bandiera) |       | Antonio Coppola |

| N. |                   | Ruolo | Calciatore         |
| -- | ----------------- | ----- | ------------------ |
|    | Italia (bandiera) |       | Antonio Costa      |
|    | Italia (bandiera) |       | Pasquale De Nicola |
|    | Italia (bandiera) |       | Salvatore Maresca  |
|    | Italia (bandiera) |       | Gennaro Rescigno   |
|    | Italia (bandiera) |       | Adolfo Traversa    |
|    | Italia (bandiera) |       | Riccardo Vigna     |

## Calciomercato
| Acquisti | Acquisti      | Acquisti | Acquisti   |
| R.       | Nome          | da       | Modalità   |
| -------- | ------------- | -------- | ---------- |
| A        | Giulio Bobbio | Napoli   | definitivo |

| Cessioni | Cessioni | Cessioni | Cessioni   |
| R.       | Nome     | a        | Modalità   |
| -------- | -------- | -------- | ---------- |
|          |          |          | definitivo |

## Risultati

### Prima Divisione
Girone D

#### Girone di andata
| Terni 25 settembre 1927 1ª giornata | Terni | 3 – 0 | Savoia | Stadio Viale Brin |

| Torre Annunziata 2 ottobre 1927 2ª giornata | Savoia | 0 – 0 | Taranto | Campo Oncino |

| Bari 9 ottobre 1927 3ª giornata | Ideale Bari | 1 – 1 | Savoia | Campo degli Sports |

| Arbitro: | Nevila (Bologna) |

|                                         |           |           |
| Bay ?’ Miconi ?’, ?’, ?’ Salvatorini ?’ | Marcatori | ?’ Bobbio |

| Arbitro: | De Pitta |

|                 |           |               |
| Bobbio 34’, 69’ | Marcatori | 54’, 73’ Poli |

| Bari 30 ottobre 1927 6ª giornata                             | Bari FC   | 2 – 0 | Savoia | Campo degli Sports |
| \| \| \| \| \| Corengia 9’ Costantino 21’ \| Marcatori \| \| |           |       |        |                    |
|                                                              |           |       |        |                    |
| Corengia 9’ Costantino 21’                                   | Marcatori |       |        |                    |

| Torre Annunziata 13 novembre 1927 7ª giornata            | Savoia    | 2 – 0 | Tivoli | Campo Oncino |
| \| \| \| \| \| Bobbio 30’ Maresca 55’ \| Marcatori \| \| |           |       |        |              |
|                                                          |           |       |        |              |
| Bobbio 30’ Maresca 55’                                   | Marcatori |       |        |              |

#### Girone di ritorno
| Torre Annunziata 20 novembre 1927 8ª giornata | Savoia | 3 – 3 | Terni | Campo Oncino |

| Taranto 27 novembre 1927 9ª giornata | Taranto | 7 – 0 | Savoia | Motovelodromo Corvisea |

| Aversa 4 dicembre 1927 10ª giornata | Savoia | 1 – 2 | Ideale Bari |  |

| Arbitro: | Parodi |

|            |           |                              |
| Maresca ?’ | Marcatori | ?’, ?’, ?’ Miconi ?’Bernetti |

| Foggia 18 dicembre 1927 12ª giornata | Foggia | 2 – 0 (a tavolino) | Savoia | Campo del Tiro a Segno |

| 8 gennaio 1928 13ª giornata | Savoia | 0 – 2 (a tavolino) | Bari FC |  |

| 15 gennaio 1928 14ª giornata | Tivoli | – (Sconfitta a tavolino per entrambe) | Savoia |  |

## Statistiche

### Statistiche di squadra
| Competizione              | Punti | In casa | In casa | In casa | In casa | In casa | In casa | In trasferta | In trasferta | In trasferta | In trasferta | In trasferta | In trasferta | In campo neutro | In campo neutro | In campo neutro | In campo neutro | In campo neutro | In campo neutro | Totale | Totale | Totale | Totale | Totale | Totale | DR  |
| Competizione              | Punti | G       | V       | N       | P       | Gf      | Gs      | G            | V            | N            | P            | Gf           | Gs           | G               | V               | N               | P               | Gf              | Gs              | G      | V      | N      | P      | Gf     | Gs     | DR  |
| ------------------------- | ----- | ------- | ------- | ------- | ------- | ------- | ------- | ------------ | ------------ | ------------ | ------------ | ------------ | ------------ | --------------- | --------------- | --------------- | --------------- | --------------- | --------------- | ------ | ------ | ------ | ------ | ------ | ------ | --- |
| Prima Divisione 1927-1928 | 3     | 7       | 1       | 3       | 3       | 8       | 11      | 7            | 0            | 1            | 6            | 2            | 22           | 0               | 0               | 0               | 0               | 0               | 0               | 14     | 1      | 4      | 9      | 10     | 33     | -23 |
| Totale                    | 3     | 7       | 1       | 3       | 3       | 8       | 11      | 7            | 0            | 1            | 6            | 2            | 22           | 0               | 0               | 0               | 0               | 0               | 0               | 14     | 1      | 4      | 9      | 10     | 33     | -23 |

### Statistiche dei giocatori
I seguenti dati sono parziali per tabellini incompleti.
| Giocatore    | Prima Divisione | Prima Divisione |
| Giocatore    | Presenze        | Reti            |
| ------------ | --------------- | --------------- |
| L. Balocco   | 4               | ?               |
| G. Bobbio    | 4               | 4               |
| O. Cirillo   | 4               | ?               |
| A. Coppola   | 4               | ?               |
| A. Costa     | 4               | ?               |
| P. De Nicola | 3               | ?               |
| R. Giraud    | 4               | ?               |
| S. Maresca   | 2               | 1               |
| M. Orsini    | 4               | ?               |
| Rescigno     | 4               | ?               |
| A. Traversa  | 4               | ?               |
| R. Vigna     | 3               | -5              |
| C. Visciano  | 1               | -2              |